# Emirates Tower One
L'Emirates Tower One, aussi appelé Emirates Office Tower, est un gratte-ciel construit à Dubaï en 2000.
La tour mesure 355 m de haut et le dernier étage se situe à 255 m au-dessus du sol.
Lors de son inauguration, en 2000, l'Emirates Tower One était la plus haute construction de Dubaï, dépassant le Burj Al Arab (321 m), ouvert un an plus tôt. Il fallut attendre l'année 2009 et l'inauguration de gratte-ciel tel l'Almas Tower ou la Princess Tower pour que la tour perde son titre de plus haut gratte-ciel de Dubaï.
Cette tour de bureaux est située juste à côté de l'Emirates Tower Two, entièrement occupée par un hôtel, le long de la rue Sheikh Zayed et à proximité du quartier financier de Dubaï.